# Thomas DeCoud
Thomas DeCoud (* 19. März 1985 in Oakland, Kalifornien) ist ein ehemaliger US-amerikanischer American-Football-Spieler auf Position des Safties. Er spielte sechs Jahre für die Atlanta Falcons in der National Football League (NFL). Außerdem spielte er vor seinem Karriereende noch ein Jahr für die Carolina Panthers.

## Frühe Jahre
DeCoud ging in Vallejo, Kalifornien, auf die Highschool. Später besuchte er die University of California, Berkeley.

## NFL

### Atlanta Falcons
Im NFL Draft 2008 wurde DeCoud von den Atlanta Falcons in der dritten Runde an 98. Stelle ausgewählt. Er kam zunächst sporadisch in den Special Teams zum Einsatz. In seiner zweiten Saison absolvierte er alle Spiele als Starter, er verzeichnete unter anderem 68 Tackles, 2 Sacks und 3 Interceptions. Nach der Saison 2012 wurde er zum ersten Mal in den Pro Bowl gewählt, unter anderem, weil ihm sechs Interceptions in einer Saison gelangen. Am 11. März 2014 wurde DeCoud von den Falcons entlassen.

### Carolina Panthers
Am 10. April 2014 nahmen ihn die Carolina Panthers unter Vertrag. Am 17. Februar 2015 wurde er entlassen und absolvierte danach kein einziges NFL-Spiel mehr.